# Всероссийская олимпиада школьников
Всеросси́йская олимпиа́да шко́льников (ВсОШ или, реже, ВОШ) — система ежегодных предметных олимпиад для обучающихся в государственных, муниципальных и негосударственных образовательных организациях, реализующих общеобразовательные программы. Состоит из четырёх этапов (школьный, муниципальный, региональный и заключительный); получение призового места в заключительном этапе означает получение значительных привилегий при поступлении и иных бонусов. 

## История олимпиад
Хотя собственно о Всероссийской олимпиаде школьников можно говорить в связи со становлением России как независимого государства, ещё в XIX веке «Олимпиады для учащейся молодёжи» проводило Астрономическое общество Российской империи; заочные конкурсы по решению математических задач проводились с 1886 года, а во времена СССР городские олимпиады для школьников по математике, физике, химии проводились с 1930-х годов.
Впоследствии проводились всесоюзные и всероссийские олимпиады:
- по математике — с 1960-х годов (официально названа Всесоюзной олимпиадой школьников по математике в 1967 году) и 1974 года соответственно;
- по химии — с 1967 года (впервые заключительный этап прошёл в Днепропетровске) и 1964 года соответственно;
- по физике — с 1967 года (олимпиада с иным способом организации прошла в 1962 году) и 1964 года соответственно;
- по биологии — с 1979 года (всероссийская олимпиада; впервые проходила в Барнауле).

В 1964 году Министр просвещения РСФСР, член-корреспондент Академии наук СССР М. А. Прокофьев подписал приказ об утверждении государственной системы предметных олимпиад школьников.
Многие всероссийские олимпиады сформировались в последние десятилетия:
- по информатике (программированию) — в 1989 году[3] (первая олимпиада состоялась в Красноярске);
- географическая — в 1992 году[4] (первая олимпиада состоялась в Ярославле);
- астрономическая — в 1994 году (первая олимпиада также прошла в Ярославле);
- экологическая — в 1994 году;
- по литературе — в 1995 году;
- по русскому языку — в 1996 году (первая олимпиада состоялась в Курске);
- экономическая — в 1996 году;
- по английскому языку — в 1998 году (впервые прошла в Смоленске);
- историческая — в 2000 году (впервые — в Великом Новгороде);
- по немецкому языку — в 2000 году (первую олимпиаду принял Нижний Новгород);
- по технологии — в 2000 году (Брянск);
- по физической культуре — в 2000 году;
- по обществознанию — в 2001 году (заключительный этап состоялся в Кирове); вторая олимпиада прошла лишь в 2005 году в Набережных Челнах, однако в 2002 году на заключительном этапе Всероссийской олимпиады школьников по истории в Пскове был проведён внеконкурсный «День обществознания»;
- по основам предпринимательской деятельности — в 2001 году; с 2009 года не проводится[5][6];
- по французскому языку — в 2002 году (Нижний Новгород);
- по праву — в 2003 году (первой заключительный этап приняла Рязань);
- политехническая — в 2005 году (с 1997 года проводилась в ином статусе); с 2009 года не проводится[5][7];
- по ОБЖ — в 2009 году[8](впервые прошла в Кисловодске);
- по мировой художественной культуре — в 2011 году (Смоленск). Изначально первый заключительный этап планировался в 2010 году, но в связи с авиакатастрофой в Смоленске был перенесён на 2011 год;
- по испанскому языку — в 2016 году (Волгоград);
- по китайскому языку — в 2016 году (Волгоград);
- по итальянскому языку — в 2016 году (Волгоград).

## Руководящие органы
- Курирует данный государственный проект Департамент государственной политики в сфере общего образования Министерства просвещения Российской Федерации.
- Организаторами олимпиады являются образовательные организации (школьный этап), органы местного самоуправления муниципальных и городских округов в сфере образования (муниципальный этап), органы государственной власти субъектов Российской Федерации в сфере образования (региональный этап) и Министерство просвещения (заключительный этап).
- Организационно-методическое сопровождение Всероссийской олимпиады школьников осуществляется уполномоченной Министерством просвещения организацией.
- Определение стратегических направлений развития Всероссийской олимпиады школьников осуществляет Центральный организационный комитет олимпиады, руководствующийся в своей деятельности Порядком проведения всероссийской олимпиады школьников[9]. Состав комитета утверждается Министерство просвещения Российской Федерации (Минпросвещения). Центральный комитет вносит в Минпросвещения предложения по совершенствованию и развитию олимпиады, по срокам проведения олимпиад, количеству участников заключительного этапа по конкретному общеобразовательному предмету и определяет количество победителей и призёров заключительного этапа.
- Научно-методическое обеспечение всех этапов олимпиады осуществляют центральные предметно-методические комиссии (ЦПМК) олимпиад, состав которых утверждается Минпросвещения с учетом предложений уполномоченной организации и Рособрнадзора. ЦПМК разрабатывают тексты олимпиадных заданий регионального и заключительного этапов олимпиады, критерии оценки их выполнения, форму проведения регионального и заключительного этапов.
- Жюри всех этапов олимпиады оценивает выполненные олимпиадные задания. Его состав утверждается организатором этапа олимпиады[9]. Апелляционные комиссии рассматривают поданные участниками апелляции и принимают решения касательно их отклонения или удовлетворения.

## Перечень предметов
Всероссийская олимпиада школьников проводится по следующим предметам:
1. Математика
2. Русский язык
3. Английский язык
4. Немецкий язык
5. Французский язык
6. Испанский язык
7. Китайский язык
8. Итальянский язык
9. Информатика и ИКТ
10. Физика
11. Химия
12. Биология
13. Экология
14. География
15. Астрономия
16. Литература
17. История
18. Обществознание
19. Экономика
20. Право
21. Искусство (мировая художественная культура)
22. Физическая культура
23. Труд (технология)
24. Основы безопасности и защиты Родины

## Этапы проведения олимпиады
Согласно Порядку проведения Всероссийской олимпиады школьников, выделяются следующие этапы олимпиады:
| Этап           | Описание |
| -------------- | --- |

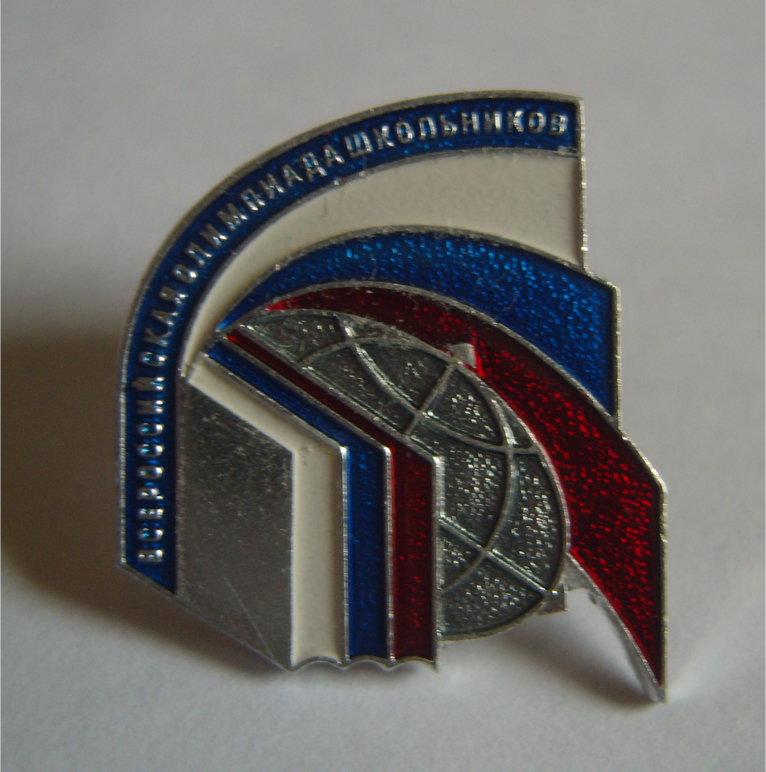
Значок участника заключительного этапа Всероссийской олимпиады школьников 2008 года

| Школьный       | Организуется образовательными учреждениями; проводится в сентябре — октябре; участие могут принимать желающие учащиеся 4—11 классов образовательных учреждений; проводится по заданиям, разработанным предметно-методическими комиссиями муниципального этапа Олимпиады |
| Муниципальный  | Организуется органами местного самоуправления в сфере образования; проводится в ноябре — декабре; участие могут принимать учащиеся 7—11 классов образовательных учреждений, ставшие победителями и призёрами предыдущего этапа, а также победители и призёры муниципального этапа предыдущего учебного года, если они продолжают обучение в образовательных организациях; проводится по заданиям, разработанным предметно-методическими комиссиями регионального этапа Олимпиады |
| Региональный   | Организуется органами государственной власти субъектов Российской Федерации в сфере образования; проводится в январе — феврале; участие в нём могут принимать учащиеся 9—11 классов образовательных учреждений, ставшие победителями и призёрами предыдущего этапа, победители школьного этапа Олимпиады текущего учебного года из числа обучающихся образовательных организаций Российской Федерации, расположенных за пределами территории Российской Федерации, либо на территории военных городков и гарнизонов, расположенных в труднодоступных местностях, а также победители и призёры регионального этапа предыдущего учебного года, если они продолжают обучение в образовательных организациях; проводится по олимпиадным заданиям, разработанным центральной предметно-методической комиссией Олимпиады |
| Заключительный | Организуется Министерством просвещения Российской Федерации; проводится в марте — апреле; участвуют победители и призёры заключительного этапа Олимпиады предыдущего учебного года, если они продолжают обучение в образовательных организациях, а также победители и призёры регионального этапа Олимпиады текущего учебного года, набравшие необходимое для участия в заключительном этапе Олимпиады количество баллов, определяемое Минпросвещением |

Для школьного и муниципального этапов действует пункт Порядка, согласно которому участники, набравшие максимальное количество баллов, могут быть признаны победителями только при условии, что количество набранных ими баллов превышает половину максимально возможных баллов. Поэтому возможна ситуация, при которой победители тура не будут определены вовсе (что не относится к призёрам). Количество призёров школьного этапа определяется квотой, установленной организатором муниципального этапа, а число призёров муниципального этапа — квотой регионального.
Победителями регионального и заключительного этапов олимпиады признаются участники, набравшие наибольшее число баллов. Число призёров заключительного этапа — не более 45%, победителей заключительного этапа — не более 8 % от числа участников этапа, согласно пункту 52 Порядка проведения всероссийской олимпиады школьников, утверждённого приказом Минпросвещения России от 27 ноября 2020 № 678 (зарегистрирован Минюстом России 5 марта 2021 № 62664).
Победители и призёры заключительного этапа олимпиады принимаются без вступительных испытаний на обучение по имеющим государственную аккредитацию и (или) за счет бюджетных ассигнований федерального бюджета, бюджетов субъектов Российской Федерации и местных бюджетов по не имеющим государственной аккредитации программам бакалавриата и программам специалитета в соответствии с профилем олимпиады.
Ранее действовавшее положение о Всероссийской олимпиаде школьников предусматривало также возможность проведения федерального окружного этапа, становящегося в случае проведения четвёртым.
Некоторые субъекты Российской Федерации проводят региональные олимпиады школьников, аналогичные Всероссийской (разница только в том, что в большинстве случаев школьный и муниципальный этапы совпадают с этапами ВсОШ того же уровня, а финальный этап проходит в центре региона). К примеру, в Челябинской области есть областная олимпиада школьников по математике, физике и биологии (5-8 классы), английскому языку и химии (7-8 классы), психологии (9-11 классы) и башкирским и татарским языкам и литературе (7-11 классы).

## Влияние

### Положительное
Победители и призёры заключительного этапа олимпиады без вступительных испытаний принимаются в государственные и муниципальные образовательные учреждения высшего профессионального образования в соответствии с профилем олимпиады (при этом, согласно Порядку приёма в высшие учебные заведения, победители имеют преимущество перед призёрами, состоящее в том, что их имена вносятся в перечень имеющих право на поступление без вступительных испытаний лиц раньше).
Система олимпиад служит популяризации наук и выявлению талантливых школьников. Многие участники и победители олимпиад в дальнейшем стали признанными учёными в своих областях (например, Г. Я. Перельман).
Участие и победа школьников в международных олимпиадах повышает престиж страны и доказывает превосходство системы образования и подготовки.
Победителям и призёрам всероссийских олимпиад школьников присуждаются премии для поддержки талантливой молодёжи в рамках приоритетного национального проекта «Образование».
Для того, чтобы победить в олимпиаде, приходится усердно заниматься (изучать теорию и тренироваться в решении задач), это подстёгивает интерес к предмету у участников. Будучи соревновательной по натуре, олимпиада приучает учеников к конкурентоспособности, к тому, что для хорошей производительности требуется практика.
Достижения школьников на Всероссийских и Московских олимпиадах являются одним из критериев оценки московских школ при формировании рейтинга, составляемого и публикуемого Департаментом образования города Москвы с 2011 года. Департамент образования считает, что после введения этого рейтинга школы будут более активно работать с учениками.
Процесс формирования рейтинга в 2014 и 2015 году
Балл школе присуждался за каждого ученика по каждому предмету только один раз в соответствии с максимальным результатом. Один школьник учитывался не более, чем по двум предметам:
- призёр Московской олимпиады или регионального этапа Всероссийской олимпиады — 1 балл,
- победитель Московской олимпиады или регионального этапа Всероссийской олимпиады — 3 балла,
- призёр заключительного этапа Всероссийской олимпиады — 5 баллов,
- победитель заключительного этапа Всероссийской олимпиады — 10 баллов.

### Отрицательное
Устроители математических конкурсов предупреждают, что при неправильном подходе к их проведению проигрыш на одном из этапов может оттолкнуть некоторых школьников сложностью предлагаемых задач и они потеряют уверенность в своих силах. Это может привести к утрате интереса к решению сложных задач и потере наукой ценного кадра.
Те же ошибки при проведении математических олимпиад могут привести к тому, что их победители высокого уровня  могут также заняться впоследствии другим делом именно из-за «усталости», внесённой интенсивным тренингом.
Под лозунгом защиты персональных данных могут не публиковаться протоколы олимпиад, что не даёт возможности участникам сравнить свои результаты. Тем не менее, перед каждым этапом олимпиады совершеннолетний участник или его законный представитель подписывает согласие на обработку персональных данных и публикацию работы в сети в случае победы.

## Стимулирование участия в олимпиаде
Победители и призёры заключительного этапа могут без экзаменов поступить на любой профильный факультет государственного вуза страны на бюджетные места. Кроме того, в некоторых субъектах РФ школьники получают единовременные выплаты. В мае 2019 года на заседании Президиума Правительства Москвы мэр Москвы Сергей Собянин принял решение выплачивать денежные премии победителям, призёрам и участникам Всероссийской олимпиады школьников из сборной столицы. Победители заключительного этапа олимпиады получат 500 тысяч рублей, призёры — 300 тысяч рублей, а члены сборной Москвы, не занявшие призовых мест, — по 100 тысяч рублей. Всего в финальной части всероссийской олимпиады в 2019 году участвовали 1717 столичных школьников. С 2021 года победители, призёры и участники Всероссийской олимпиады школьников из Московской области получают единовременные выплаты, которые аналогичны столичным выплатам. В других регионах органы исполнительной власти также стараются стимулировать одарённых школьников, однако в разной степени и мере.

## Галерея

Церемония открытия Всероссийской олимпиады школьников по МХК (Смоленск, 11 апреля 2011 года).
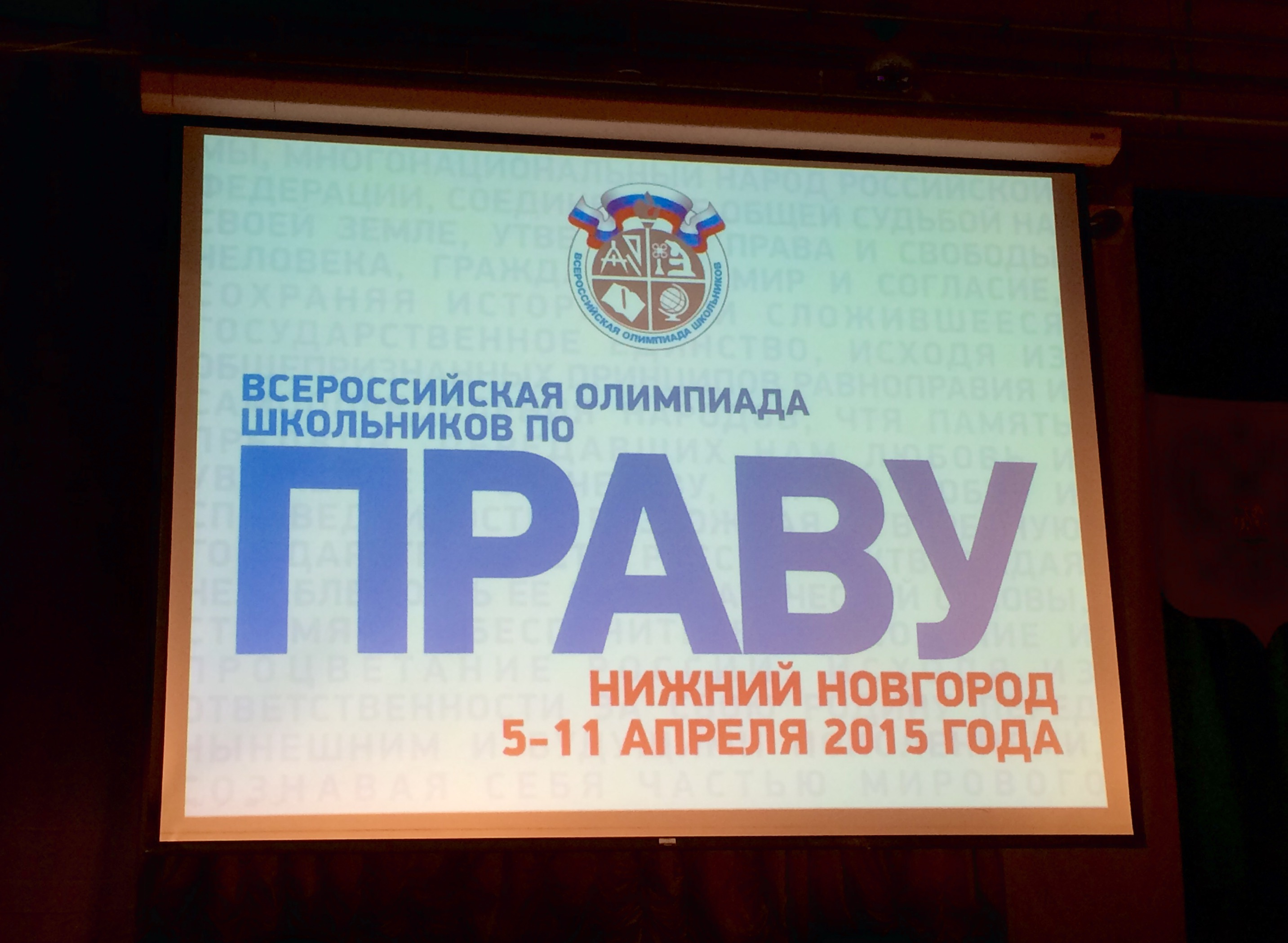
Картинка приветствия участников заключительного этапа всероссийской олимпиады по праву 2015 года в Нижнем Новгороде
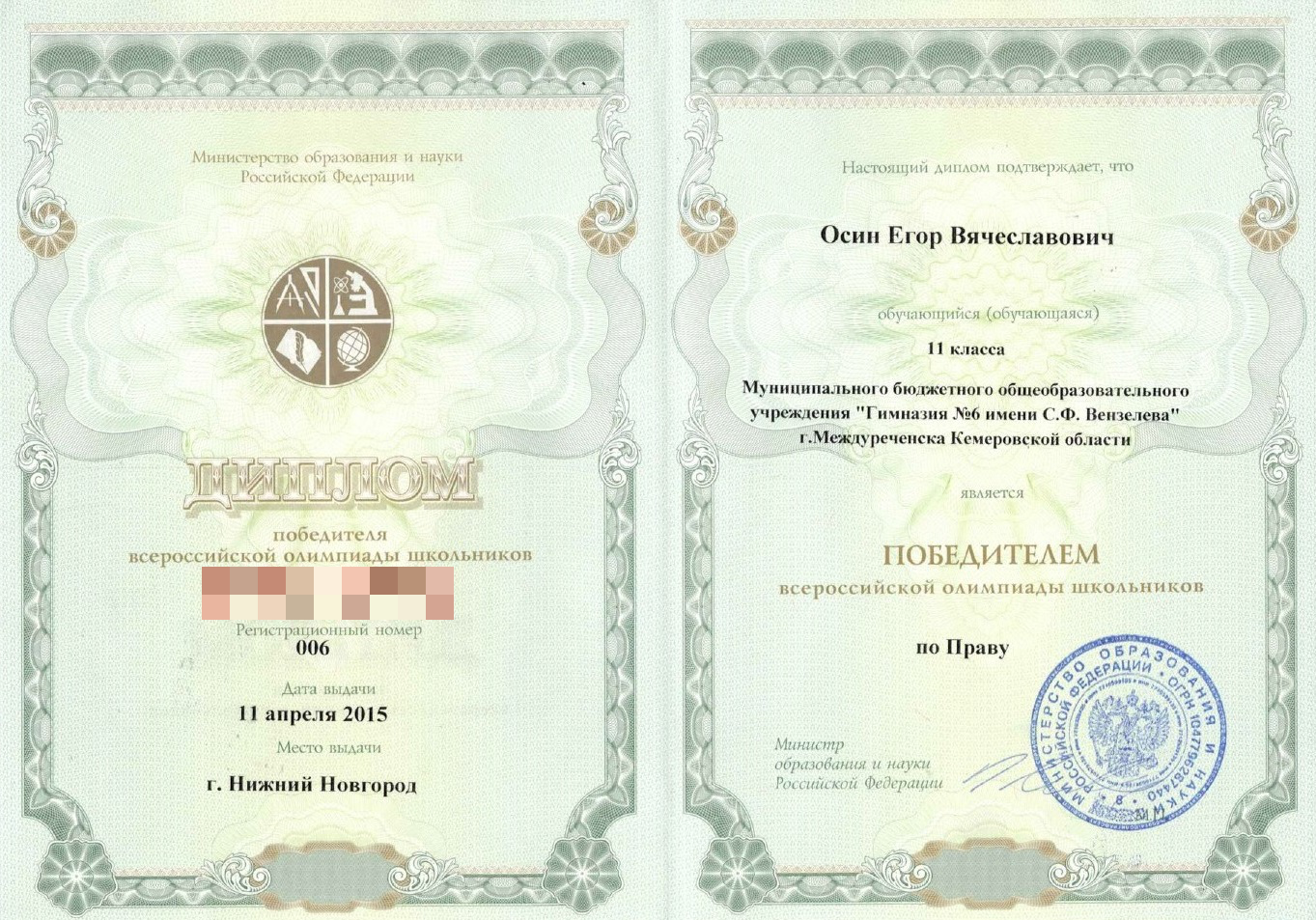
Диплом победителя всероссийской олимпиады школьников по праву в 2015 году